# Campeonato Mundial de Fórmula 1 de 2016
O Campeonato Mundial de Fórmula 1 de 2016 foi a 67ª temporada de Fórmula 1. A temporada teve 21 corridas com a volta do Grande Prêmio da Europa, desta vez no Circuito Urbano de Bacu, no Azerbaijão, e ainda o da Alemanha, que havia sido cancelado para 2015; se tonando assim na maior temporada da categoria. Iniciou-se no dia 20 de março de 2016 no Circuito de Albert Park (Austrália) e terminou no Circuito de Yas Marina (Emirados Árabes Unidos) no dia 27 de novembro, de acordo com o calendário divulgado pela FIA.
A equipe Mercedes foi a equipe campeã de construtores no Grande Prêmio do Japão. Nico Rosberg conquistou o seu primeiro título mundial no Grande Prêmio de Abu Dhabi e tornou-se o segundo piloto campeão como o pai, Keke Rosberg (1982), na própria categoria, feito alcançado por Damon Hill antes em 1996.

## Equipes e pilotos
Os três primeiros colocados da temporada 2016:
| Nico Rosberg |
| ------------ |
|              |
| Nico Rosberg |
| Mercedes     |

| Lewis Hamilton |
| -------------- |
|                |
| Lewis Hamilton |
| Mercedes       |

| Daniel Ricciardo |
| ---------------- |
|                  |
| Daniel Ricciardo |
| Red Bull Racing  |

Abaixo segue a lista de equipes e pilotos da Temporada 2016 da F1:
| Equipe                                 | Construtor           | Chassi(s)     | Motor                      | Pneu | N.° | Pilotos            | Rodada  | N.°   | Pilotos de treinos livres    |
| -------------------------------------- | -------------------- | ------------- | -------------------------- | ---- | --- | ------------------ | ------- | ----- | ---------------------------- |
| Scuderia Ferrari                       | Ferrari              | SF16-H        | Ferrari 061                | P    | 5   | Sebastian Vettel   | 1–21    | —     | —                            |
| Scuderia Ferrari                       | Ferrari              | SF16-H        | Ferrari 061                | P    | 7   | Kimi Räikkönen     | 1–21    | —     | —                            |
| Sahara Force India Formula One Team    | Force India-Mercedes | VJM09         | Mercedes PU106C Hybrid     | P    | 27  | Nico Hülkenberg    | 1–21    | 34    | Alfonso Celis Jr.            |
| Sahara Force India Formula One Team    | Force India-Mercedes | VJM09         | Mercedes PU106C Hybrid     | P    | 11  | Sergio Pérez       | 1–21    | 34    | Alfonso Celis Jr.            |
| Haas F1 Team                           | Haas-Ferrari         | VF-16         | Ferrari 061                | P    | 8   | Romain Grosjean    | 1–21    | 50    | Charles Leclerc              |
| Haas F1 Team                           | Haas-Ferrari         | VF-16         | Ferrari 061                | P    | 21  | Esteban Gutiérrez  | 1–21    | 50    | Charles Leclerc              |
| Manor Racing MRT                       | MRT-Mercedes         | MRT05         | Mercedes PU106C Hybrid     | P    | 94  | Pascal Wehrlein    | 1–21    | 42    | Jordan King                  |
| Manor Racing MRT                       | MRT-Mercedes         | MRT05         | Mercedes PU106C Hybrid     | P    | 88  | Rio Haryanto       | 1–12    | 42    | Jordan King                  |
| Manor Racing MRT                       | MRT-Mercedes         | MRT05         | Mercedes PU106C Hybrid     | P    | 31  | Esteban Ocon 3     | 13–21   | 42    | Jordan King                  |
| McLaren Honda Formula 1 Team           | McLaren-Honda        | MP4-31        | Honda RA616H               | P    | 14  | Fernando Alonso    | 1, 3–21 | —     | —                            |
| McLaren Honda Formula 1 Team           | McLaren-Honda        | MP4-31        | Honda RA616H               | P    | 47  | Stoffel Vandoorne1 | 2       | —     | —                            |
| McLaren Honda Formula 1 Team           | McLaren-Honda        | MP4-31        | Honda RA616H               | P    | 22  | Jenson Button      | 1–21    | —     | —                            |
| Mercedes AMG Petronas Formula One Team | Mercedes             | F1 W07 Hybrid | Mercedes PU106C Hybrid     | P    | 44  | Lewis Hamilton     | 1–21    | —     | —                            |
| Mercedes AMG Petronas Formula One Team | Mercedes             | F1 W07 Hybrid | Mercedes PU106C Hybrid     | P    | 6   | Nico Rosberg       | 1–21    | —     | —                            |
| Red Bull Racing                        | Red Bull-TAG Heuer   | RB12          | TAG Heuer (Renault R.E.16) | P    | 3   | Daniel Ricciardo   | 1–21    | —     | —                            |
| Red Bull Racing                        | Red Bull-TAG Heuer   | RB12          | TAG Heuer (Renault R.E.16) | P    | 26  | Daniil Kvyat       | 1–4     | —     | —                            |
| Red Bull Racing                        | Red Bull-TAG Heuer   | RB12          | TAG Heuer (Renault R.E.16) | P    | 33  | Max Verstappen 2   | 5–21    | —     | —                            |
| Renault Sport Formula One Team         | Renault              | R.S.16        | Renault R.E.16             | P    | 20  | Kevin Magnussen    | 1–21    | 45 46 | Esteban Ocon Sergey Sirotkin |
| Renault Sport Formula One Team         | Renault              | R.S.16        | Renault R.E.16             | P    | 30  | Jolyon Palmer      | 1–21    | 45 46 | Esteban Ocon Sergey Sirotkin |
| Sauber F1 Team                         | Sauber-Ferrari       | C35           | Ferrari 061                | P    | 9   | Marcus Ericsson    | 1–21    | —     | —                            |
| Sauber F1 Team                         | Sauber-Ferrari       | C35           | Ferrari 061                | P    | 12  | Felipe Nasr        | 1–21    | —     | —                            |
| Scuderia Toro Rosso                    | Toro Rosso-Ferrari   | STR11         | Ferrari 060                | P    | 33  | Max Verstappen     | 1–4     | —     | —                            |
| Scuderia Toro Rosso                    | Toro Rosso-Ferrari   | STR11         | Ferrari 060                | P    | 26  | Daniil Kvyat 2     | 5–21    | —     | —                            |
| Scuderia Toro Rosso                    | Toro Rosso-Ferrari   | STR11         | Ferrari 060                | P    | 55  | Carlos Sainz Jr.   | 1–21    | —     | —                            |
| Williams Martini Racing                | Williams-Mercedes    | FW38          | Mercedes PU106C Hybrid     | P    | 19  | Felipe Massa       | 1–21    | —     | —                            |
| Williams Martini Racing                | Williams-Mercedes    | FW38          | Mercedes PU106C Hybrid     | P    | 77  | Valtteri Bottas    | 1–21    | —     | —                            |

### Mudanças nas equipes
- A equipe Manor Racing mudou os motores Ferrari para Mercedes.
- A Renault comprou a equipe Lotus F1 Team e voltou à Fórmula 1 após cinco anos.
- A equipe Red Bull Racing seguiu com os motores Renault, mas o motor é rebatizado com nome do novo patrocinador, a marca de relógios suíça TAG Heuer.
- A equipe Toro Rosso voltou a usar os motores Ferrari no lugar dos propulsores Renault (a última vez que a equipe usou-os foi em 2013). Foi feito um acordo entre o time de Faença e a Ferrari para que a Toro Rosso utilizasse os motores de 2015 no campeonato de 2016.
- A temporada marcou a entrada da Haas F1 Team, equipe formada por Gene Haas (coproprietário da equipe da NASCAR chamada Stewart-Haas Racing), tornando-se a primeira equipe norte-americana a competir desde a não relacionada Haas Lola que competiu na 1986.[13]

### Mudanças nos pilotos
- Romain Grosjean saiu da Lotus e entrou na equipe Haas F1 Team, que fará sua estreia na Fórmula 1.[14]
- Jolyon Palmer foi promovido para piloto principal na Lotus (Renault) assumindo no lugar de Romain Grosjean.[15]
- Esteban Gutierrez retorna a Fórmula 1 como piloto titular em 2016 na equipe Haas F1 Team, depois de ter ficado o ano de 2015 como piloto reserva da Ferrari.[16]
- A equipe Renault dispensou o piloto venezuelano Pastor Maldonado e para seu lugar foi contratado o dinamarquês Kevin Magnussen. O piloto perdeu a vaga na Renault por problemas com seu patrocinador, a companhia petrolífera estatal PDVSA, que entrou em crise, de acordo com o cenário mundial.[17][18][19]
- A Manor contratou o piloto alemão Pascal Wehrlein e o indonésio Rio Haryanto como pilotos titulares para a temporada 2016 da F1.[20][21]
- ↑1  Após o grave acidente sofrido no Grande Prêmio da Austrália, o espanhol Fernando Alonso não recebeu autorização para correr no Barém, sendo substituido pelo belga Stoffel Vandoorne, piloto reserva da McLaren.[22]
- ↑2  Após o incidente na corrida em seu país, o russo Daniil Kvyat foi rebaixado para a Toro Rosso, e para seu lugar na Red Bull, foi promovido o holandês Max Verstappen. A mudança passou a valer a partir do Grande Prêmio da Espanha.[23]
- ↑3  Por falta de investimentos, a equipe Manor anuncia Esteban Ocon no lugar de Rio Haryanto.[24]

## Calendário
Foram programadas vinte e uma etapas para a Temporada de 2016 da Fórmula 1.
| Nº | Grande Prêmio                    | Circuito e Cidade                              | Data           |
| -- | -------------------------------- | ---------------------------------------------- | -------------- |
| 1  | Grande Prêmio da Austrália       | Circuito de Albert Park, Melbourne             | 20 de março    |
| 2  | Grande Prêmio do Barém           | Circuito Internacional do Barém, Sakhir        | 3 de abril     |
| 3  | Grande Prêmio da China           | Circuito Internacional de Xangai, Xangai       | 17 de abril    |
| 4  | Grande Prêmio da Rússia          | Autódromo de Sochi, Sóchi                      | 1 de maio      |
| 5  | Grande Prêmio da Espanha         | Circuito da Catalunha, Barcelona               | 15 de maio     |
| 6  | Grande Prêmio de Mônaco          | Circuito de Monte Carlo, Monte Carlo           | 29 de maio     |
| 7  | Grande Prêmio do Canadá          | Circuito Gilles Villeneuve, Montreal           | 12 de junho    |
| 8  | Grande Prêmio da Europa          | Circuito Urbano de Bacu, Bacu                  | 19 de junho    |
| 9  | Grande Prêmio da Áustria         | Red Bull Ring, Spielberg                       | 3 de julho     |
| 10 | Grande Prêmio da Grã-Bretanha    | Circuito de Silverstone, Silverstone           | 10 de julho    |
| 11 | Grande Prêmio da Hungria         | Hungaroring, Budapeste                         | 24 de julho    |
| 12 | Grande Prêmio da Alemanha        | Hockenheimring, Hockenheim                     | 31 de Julho    |
| 13 | Grande Prêmio da Bélgica         | Spa-Francorchamps, Spa                         | 28 de agosto   |
| 14 | Grande Prêmio da Itália          | Circuito de Monza, Monza                       | 4 de setembro  |
| 15 | Grande Prêmio de Singapura       | Circuito Urbano de Marina Bay, Singapura       | 18 de setembro |
| 16 | Grande Prêmio da Malásia         | Circuito Internacional de Sepang, Kuala Lumpur | 2 de outubro   |
| 17 | Grande Prêmio do Japão           | Circuito de Suzuka, Suzuka                     | 9 de outubro   |
| 18 | Grande Prêmio dos Estados Unidos | Circuito das Américas, Austin                  | 23 de outubro  |
| 19 | Grande Prêmio do México          | Autódromo Hermanos Rodríguez, Cidade do México | 30 de outubro  |
| 20 | Grande Prêmio do Brasil          | Autódromo de Interlagos, São Paulo             | 13 de novembro |
| 21 | Grande Prêmio de Abu Dhabi       | Circuito de Yas Marina, Abu Dhabi              | 27 de novembro |

### Mudanças no calendário
- O Grande Prêmio da Europa voltou para o calendário depois de uma ausência de quatro anos. A corrida foi movida de sua sede anterior em Valência para um circuito urbano totalmente novo em Bacu, capital do Azerbaijão. Foi a primeira corrida de Fórmula 1 a ser disputada neste país.
- O Grande Prêmio da Alemanha voltou para o calendário da Fórmula 1 em Hockenheimring após o evento ser cancelado em 2015 quando um local não poderia ser assegurado. O circuito sediou a corrida em 2014 como parte de seu acordo com Nürburgring para sediar o evento a cada temporada de número par.
- O Grande Prêmio da Malásia, que tinha sido realizado nos primeiros meses do ano desde a temporada de 2001, foi movido para outubro, emparelhado com o Grande Prêmio do Japão.
- O Grande Prêmio da Rússia, que teve a sua corrida nas temporadas de 2014 e de 2015 em outubro, foi movido para maio, tornando-se a quarta prova da temporada de 2016.
- O Grande Prêmio da América seria realizado no Circuito urbano de Nova Jersey, de acordo com um contrato de 15 anos. A corrida estava programada para estrear em 2013, mas foi adiada por 4 anos consecutivos.
- Na sequência de uma disputa sobre a tributação, o Grande Prêmio da Índia foi retirado do calendário após a corrida de 2013. Depois de várias tentativas falhadas de reviver a corrida em 2014 e 2015, o retorno do evento foi adiado até a temporada de 2016: No entanto, deixou mais uma vez fora do calendário final para a temporada.
- Em 2006, a Formula One Management assinou um contrato de sete anos para realizar o Grande Prêmio da Coreia do Sul no Circuito Internacional da Coreia a partir de 2010. No entanto, o evento foi cancelado em 2014 e omitido do calendário para a terceira temporada consecutiva em 2016.

## Mudanças no regulamento
- Qualquer piloto que fizer com que uma largada seja abortada, mesmo que consiga sair do grid, terá de largar dos boxes. O mesmo processo será aplicado em uma relargada após uma bandeira vermelha em que pilotos sejam direcionados aos boxes.
- Os carros agora deverão contar com todos os equipamentos de segurança do cockpit exigidos também durante os testes, tais como os da cabeça do piloto, o 'padding' e a facilidade de remoção do piloto.
- Todas as fornecedoras de motor (Ferrari, Honda, Mercedes e Renault) deverão entregar as especificações iguais, tanto para os times clientes, quanto para as equipes de fábrica. Somente unidades de potência que sejam idênticas às unidades de potência que foram homologadas pela FIA em concordância deste regulamento.
- Cada equipe terá liberdade de escolher dois das três opções de pneus slicks (para pista seca) que serão disponibilizadas pela Pirelli. Parceiros de equipe poderão optar por compostos diferentes. A menos que pneus intermediário (verde) ou chuva (azul) sejam utilizados, o piloto deve usar pelo menos duas especificações diferentes de pneus slicks (para pista seca) - pelo menos um deles deve ser o escolhido pelo fornecedor de pneus.
- O Safety Car Virtual (VSC) agora pode ser usado em sessões de treinos livres e treinos classificatórios, bem como nas corridas, a fim de reduzir interrupções nas sessões, enquanto que a abertura da asa móvel (DRS - Drag Reduction System) irá agora ser reativada imediatamente após um período de VSC.[29]
- A FIA aprovou um novo formato de qualificação no estilo eliminação. Esse formato será o seguinte:[30]

Q1: Terá 22 carros em duração de 16 minutos, nos sete minutos de Q1, o piloto mais lento seria eliminado. A partir daí, a cada 90 segundos o piloto mais lento seria eliminado até o fim do Q1. Sete pilotos serão eliminados do Q1, 15 carros prosseguem para o Q2.
Q2: Terá 15 carros em duração de 15 minutos, nos seis minutos de Q2, o piloto mais lento seria eliminado. A partir daí, a cada 90 segundos o piloto mais lento seria eliminado até o fim do Q2. Sete pilotos serão eliminados do Q2, 8 carros prosseguem para o Q3.
Q3: Terá 8 carros em duração de 14 minutos, nos cinco minutos de Q3, o piloto mais lento seria eliminado. A partir daí, a cada 90 segundos o piloto mais lento seria eliminado até o fim do Q3. Nos últimos 90 segundos, dois pilotos disputam a pole position.
- O novo sistema de classificação utilizado no Grande Prêmio da Austrália e do Barém não agradou a maioria dos pilotos e das equipes e principalmente os fãs que assistem a Fórmula 1. As equipes exigiram a volta do antigo formato de classificatório. pedido unânime da carta enviada pelas equipes, e que foi recebida pelo presidente da FIA, Jean Todt, e pelo detentor dos direitos comerciais da F1, Bernie Ecclestone, a comissão de Fórmula 1 do Grupo de Estratégia decidiu reverter o modo de classificação do ano passado.[31]

- O sistema de classificação do ano passado será o seguinte:

Q1: Terá 22 carros em duração de 18 minutos. Seis pilotos serão eliminados do Q1, 16 carros prosseguem para o Q2.
Q2: Terá 16 carros em duração de 15 minutos. Seis pilotos serão eliminados do Q2, 10 carros prosseguem para o Q3.
Q3: Terá 10 carros em duração de 12 minutos na disputa pela pole-position.

## Calendário de lançamento dos carros
| Equipe   | Chassis       | Data              | Local                 | Ref.   |
| -------- | ------------- | ----------------- | --------------------- | ------ |
| Renault  | R.S.16        | 3 de Fevereiro 1  | Paris, França         | [ 32 ] |
| Renault  | R.S.16        | 16 de Março       | Melbourne, Austrália  | [ 33 ] |
| Red Bull | RB12          | 17 de Fevereiro 2 | Londres, Grã Bretanha | [ 34 ] |
| Red Bull | RB12          | 22 de Fevereiro   | Barcelona, Espanha    | [ 35 ] |
| Ferrari  | SF16-H        | 19 de Fevereiro   | Online                | [ 36 ] |
| Williams | FW38          | 19 de Fevereiro   | Online                | [ 37 ] |
| Mercedes | F1 W07 Hybrid | 21 de Fevereiro   | Online                | [ 38 ] |
| McLaren  | MP4-31        | 21 de Fevereiro   | Online                | [ 39 ] |

| Equipe      | Chassis | Data              | Local              | Ref.   |
| ----------- | ------- | ----------------- | ------------------ | ------ |
| Haas        | VF-16   | 21 de Fevereiro   | Barcelona, Espanha | [ 40 ] |
| MRT         | MRT05   | 22 de Fevereiro   | Barcelona, Espanha | [ 41 ] |
| Force India | VJM09   | 22 de Fevereiro   | Barcelona, Espanha | [ 42 ] |
| Sauber      | C35     | 21 de Fevereiro 3 | Online             | [ 43 ] |
| Sauber      | C35     | 29 de Fevereiro   | Online             | [ 44 ] |
| Toro Rosso  | STR11   | 22 de Fevereiro 4 | Barcelona, Espanha | [ 45 ] |
| Toro Rosso  | STR11   | 1 de Março        | Barcelona, Espanha | [ 46 ] |

Notas

↑1   A equipe Renault apresentou o chassi no dia 3 com uma pintura preta e detalhe amarela para os dois testes.

↑2  A equipe Red Bull Racing apresentou a pintura de 2016 com o carro de 2015.

↑3   Durante a primeira semana de testes, a equipe Sauber usou o C34 com a pintura de 2016.

↑4  A equipe Toro Rosso apresentou o chassi no dia 22 com uma pintura para os primeiros testes.

Galeria

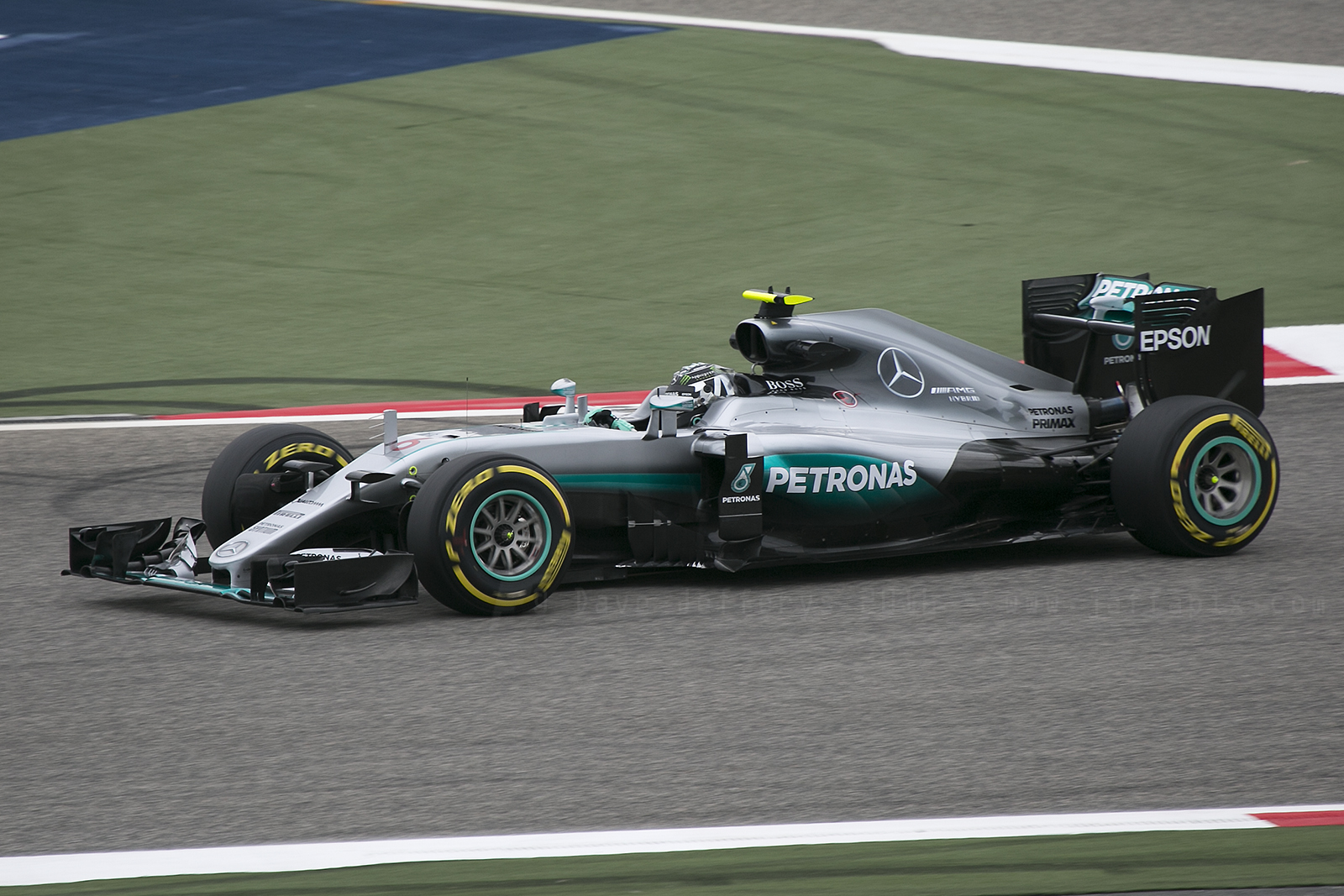
Mercedes
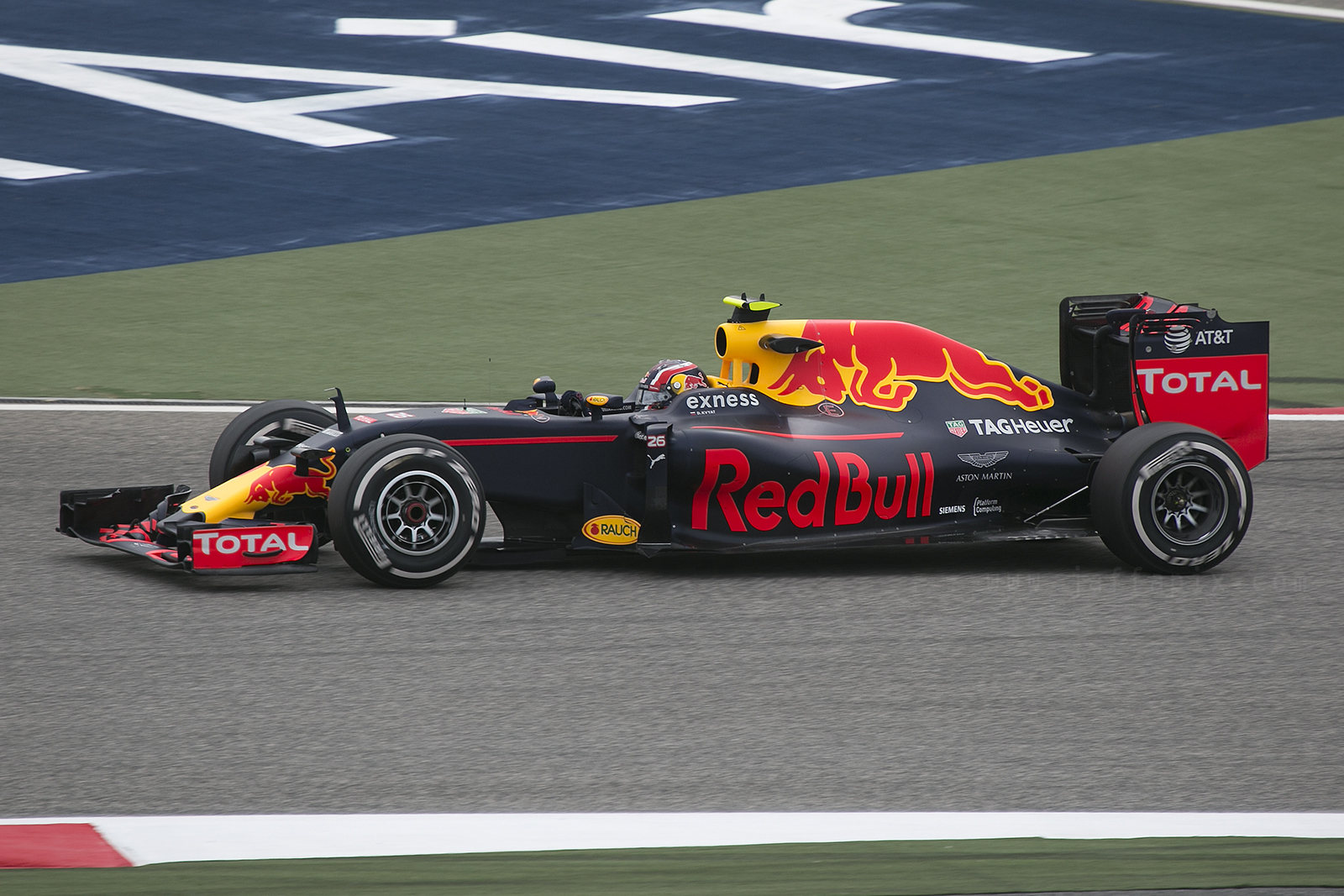
Red Bull Racing
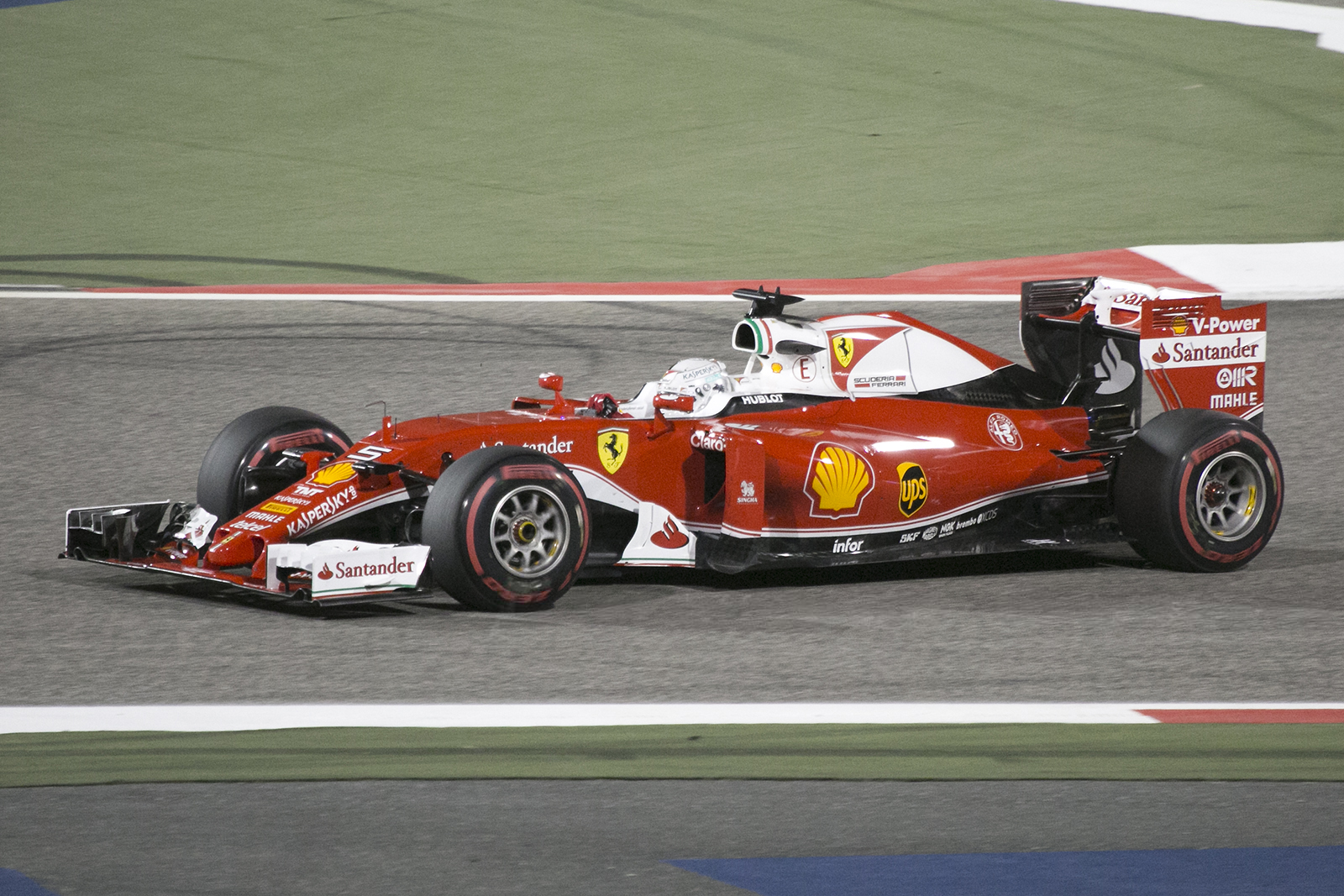
Ferrari
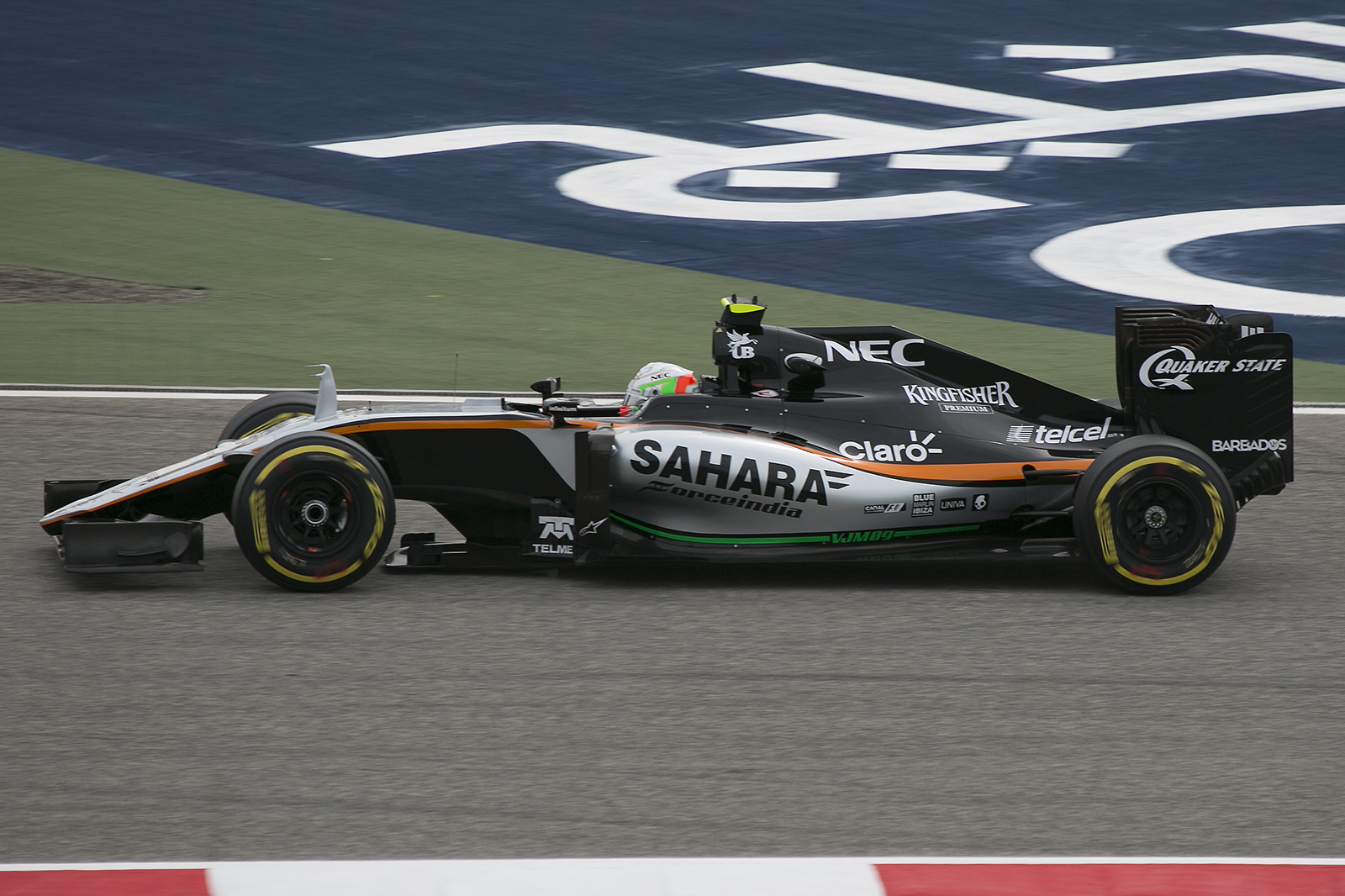
Force India
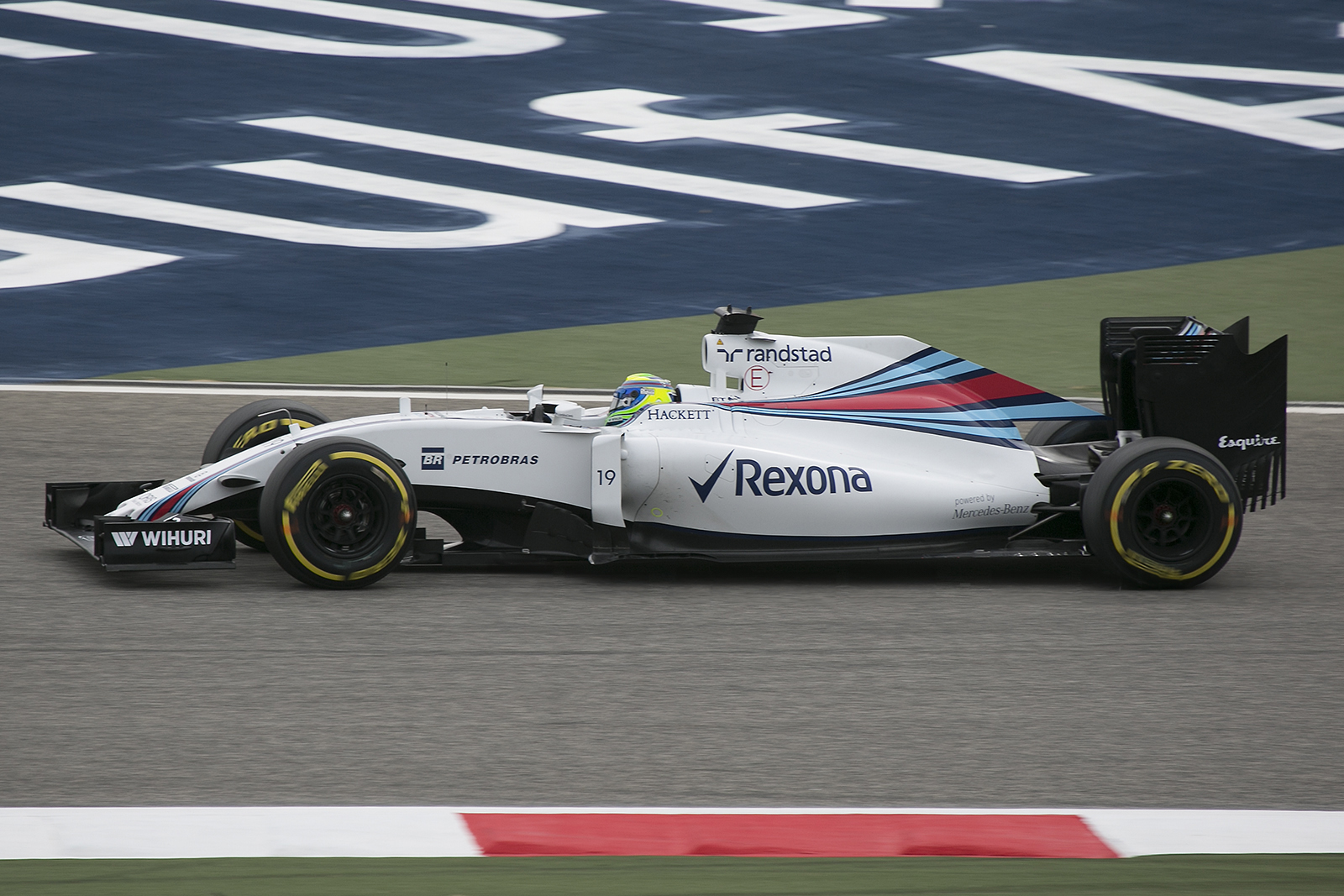
Williams
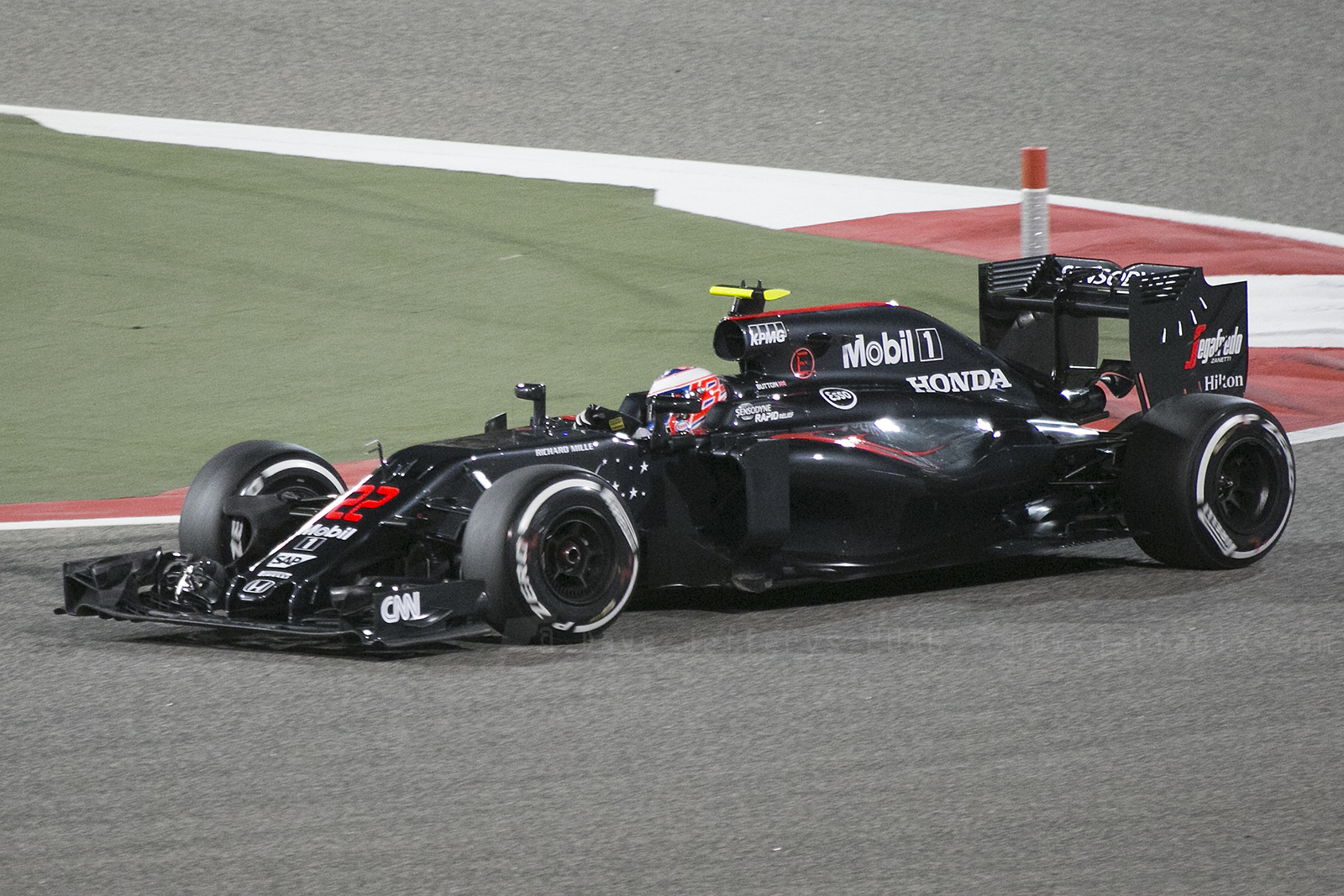
McLaren
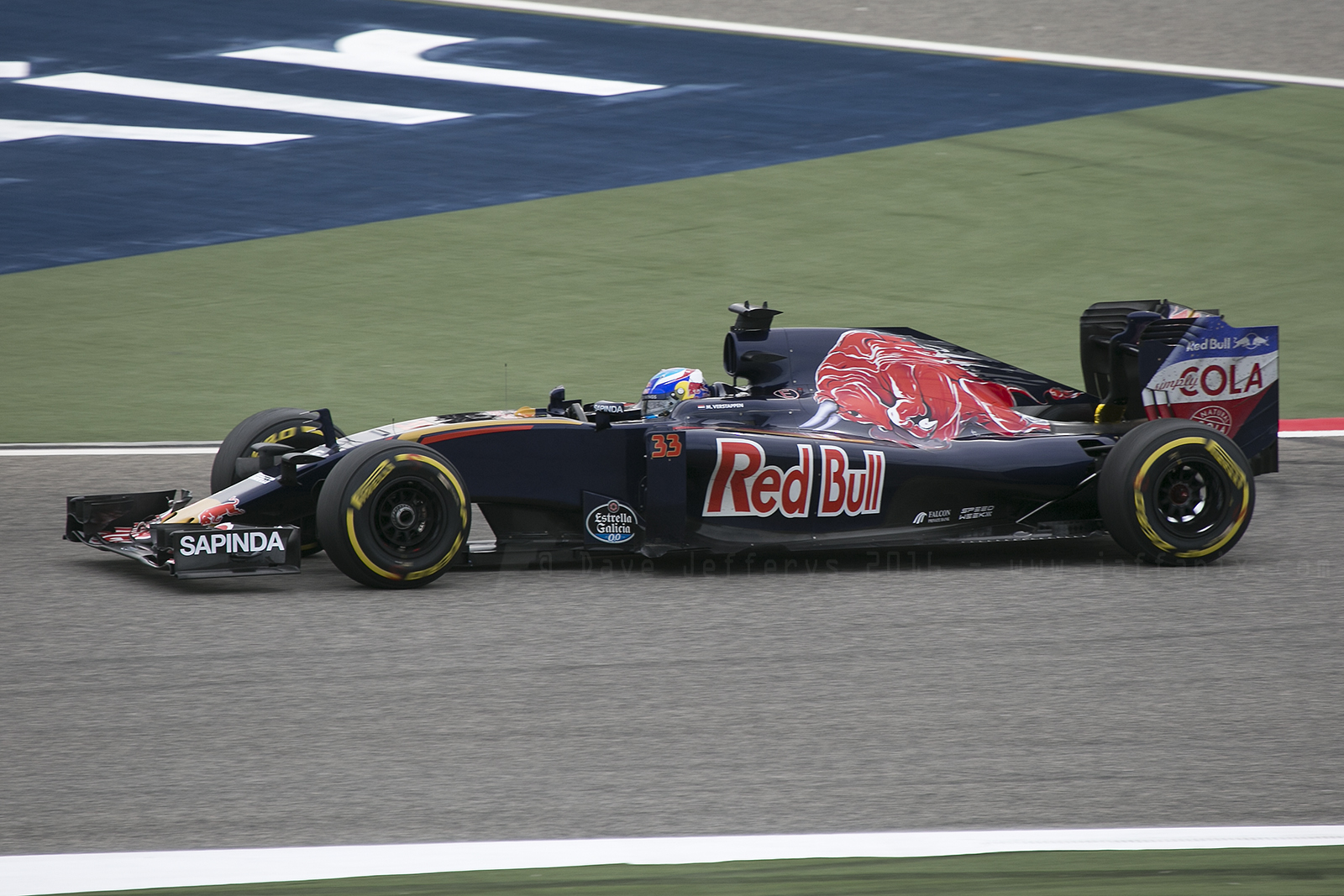
Scuderia Toro Rosso
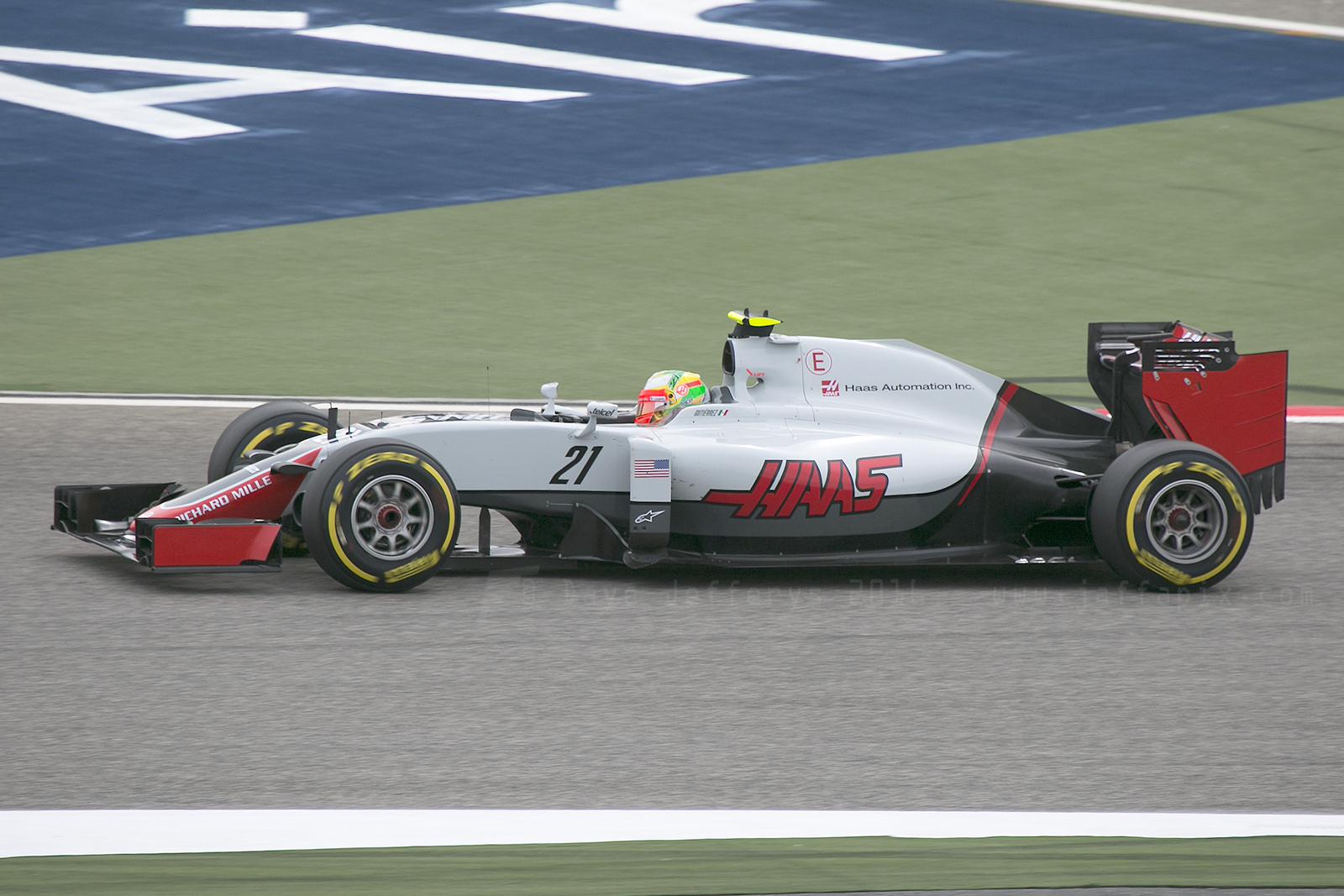
Haas
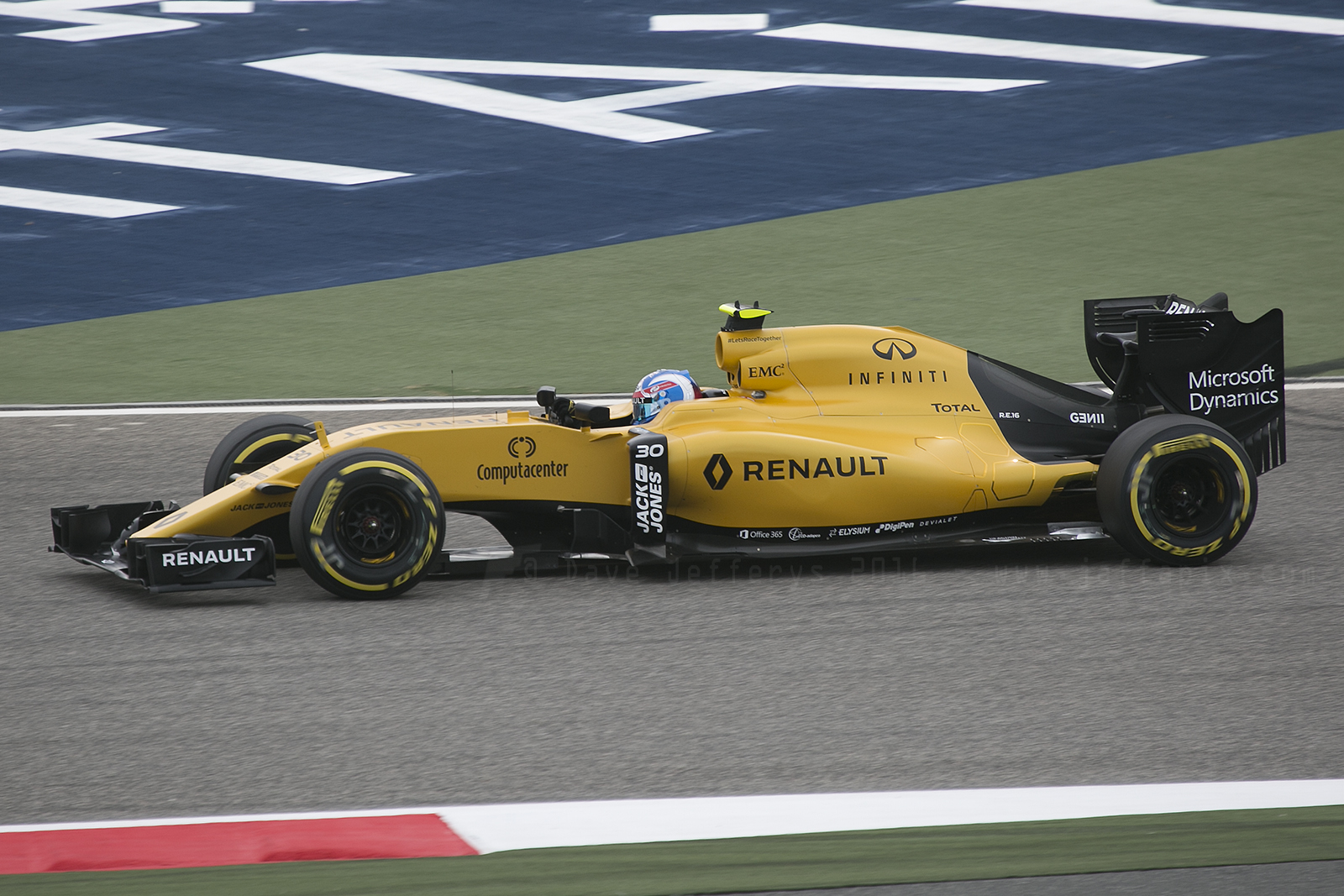
Renault
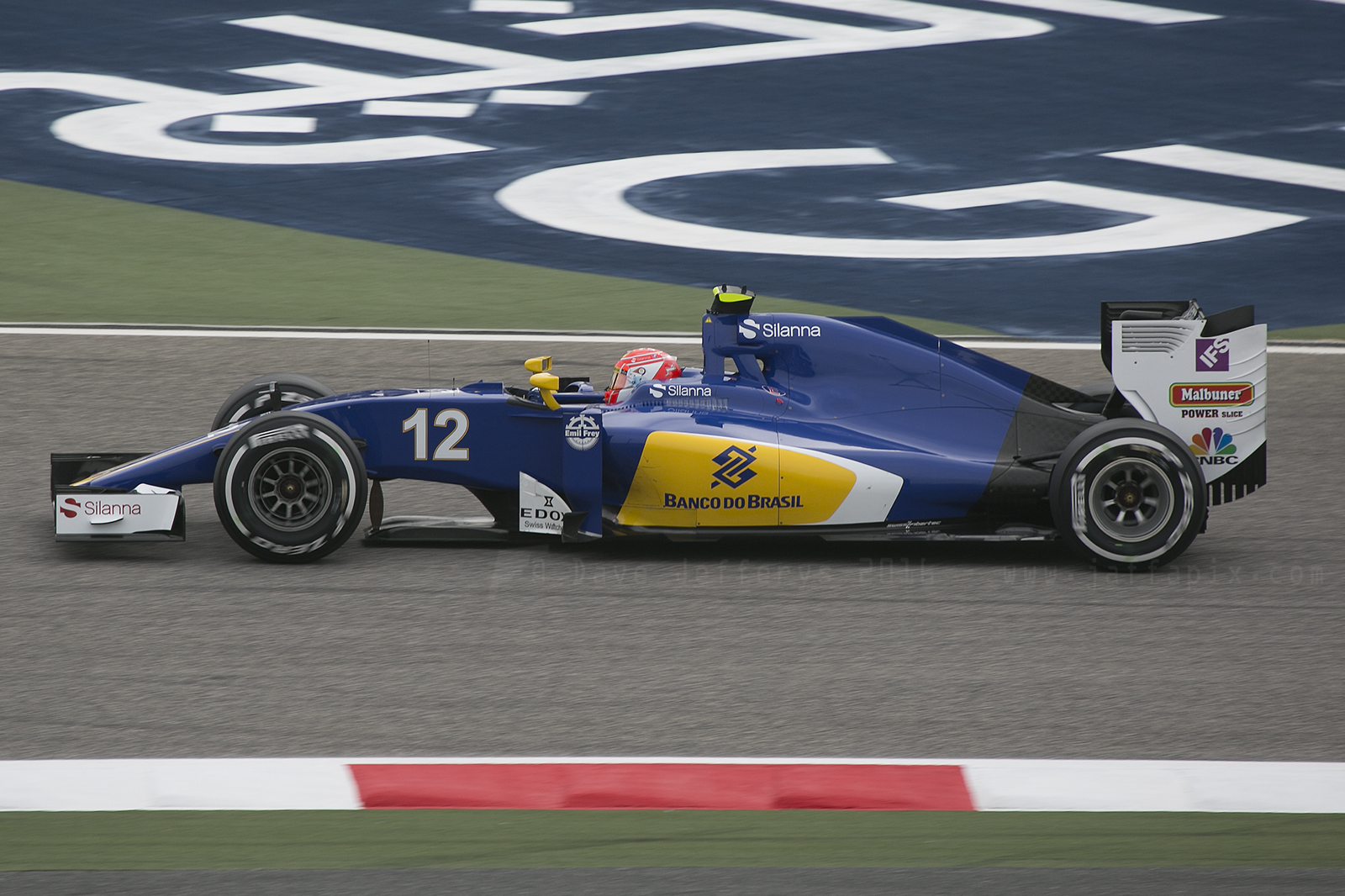
Sauber
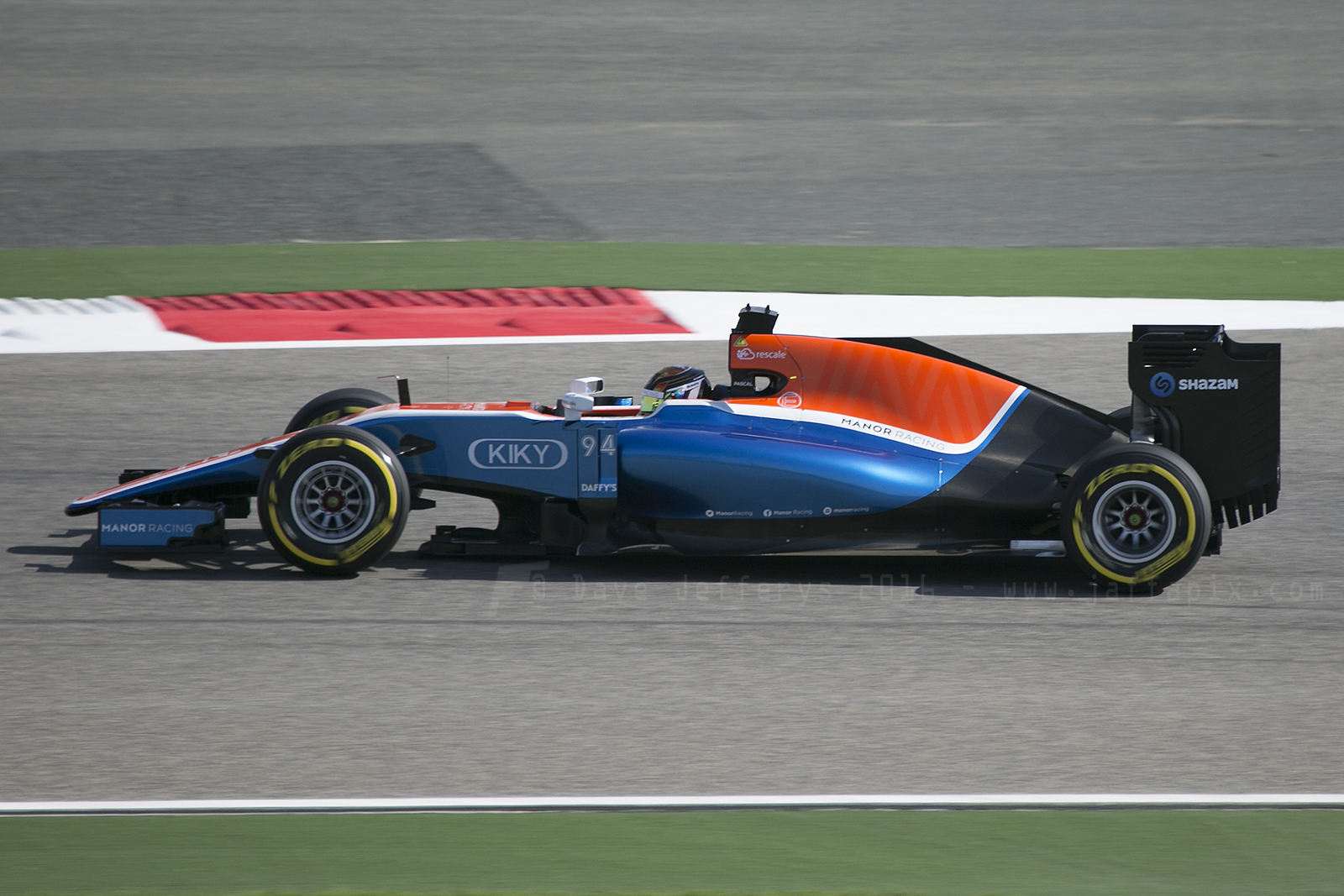
MRT

## Testes de pré-temporada
As sessões de teste foram confirmadas no Circuito da Catalunha, sendo realizadas entre os dias 22 e 25 de fevereiro (1ª sessão) e entre 1 e 4 de março (2ª sessão).
(Em negrito, a volta mais rápida de cada sessão)
| Sessão | Data            | Local             | Circuito  | Piloto Mais Rápido | Equipe      | Melhor Tempo | Voltas | Ref.          |
| ------ | --------------- | ----------------- | --------- | ------------------ | ----------- | ------------ | ------ | ------------- |
| 1      | 22 de Fevereiro | Montmeló, Espanha | Catalunya | Sebastian Vettel   | Ferrari     | 1:24.939     | 69     | [ 49 ] [ 50 ] |
| 1      | 23 de Fevereiro | Montmeló, Espanha | Catalunya | Sebastian Vettel   | Ferrari     | 1:22.810     | 126    | [ 51 ] [ 52 ] |
| 1      | 24 de Fevereiro | Montmeló, Espanha | Catalunya | Nico Hulkenberg    | Force India | 1:23.110     | 99     | [ 53 ] [ 54 ] |
| 1      | 25 de Fevereiro | Montmeló, Espanha | Catalunya | Kimi Räikkönen     | Ferrari     | 1:23.477     | 78     | [ 55 ] [ 56 ] |
|        |                 |                   |           |                    |             |              |        |               |
| 2      | 1 de Março      | Montmeló, Espanha | Catalunya | Nico Rosberg       | Mercedes    | 1:23.022     | 82     | [ 57 ] [ 58 ] |
| 2      | 2 de Março      | Montmeló, Espanha | Catalunya | Valtteri Bottas    | Williams    | 1:23.261     | 107    | [ 59 ] [ 60 ] |
| 2      | 3 de Março      | Montmeló, Espanha | Catalunya | Kimi Räikkönen     | Ferrari     | 1:22.785     | 134    | [ 61 ] [ 62 ] |
| 2      | 4 de Março      | Montmeló, Espanha | Catalunya | Sebastian Vettel   | Ferrari     | 1:22.852     | 142    | [ 63 ] [ 64 ] |

## Testes coletivos
A Primeira Sessão de teste foram realizadas no Circuito da Catalunha, entre os dias 17 e 18 de Maio.
(Em negrito, a volta mais rápida de cada sessão)
| Sessão | Data       | Local             | Circuito  | Piloto Mais Rápido | Equipe   | Melhor Tempo | Voltas | Ref.   |
| ------ | ---------- | ----------------- | --------- | ------------------ | -------- | ------------ | ------ | ------ |
| 1      | 17 de Maio | Montmeló, Espanha | Catalunya | Sebastian Vettel   | Ferrari  | 1:23.220     | 103    | [ 65 ] |
| 1      | 18 de Maio | Montmeló, Espanha | Catalunya | Max Verstappen     | Red Bull | 1:23.267     | 118    | [ 66 ] |

A Segunda Sessão de teste serão realizadas no Circuito de Silverstone, entre os dias 12 e 13 de Julho.
| Sessão | Data        | Local                    | Circuito    | Piloto Mais Rápido | Equipe  | Melhor Tempo | Voltas | Ref.   |
| ------ | ----------- | ------------------------ | ----------- | ------------------ | ------- | ------------ | ------ | ------ |
| 2      | 12 de Julho | Silverstone, Reino Unido | Silverstone | Fernando Alonso    | McLaren | 1:31.290     | 105    | [ 67 ] |
| 2      | 13 de Julho | Silverstone, Reino Unido | Silverstone | Kimi Raikkonen     | Ferrari | 1:30.665     | 103    | [ 68 ] |

## Pneus
Desde 2011, a Pirelli tem sido a fornecedora oficial de pneus do campeonato de F1. A Pirelli confirmou a introdução de mais um tipo de compostos para a pista seca no ano de 2016: o ultramacio (banda roxa), que se juntará aos quatro pneus slicks já existentes: supermacio (vermelho), macio (amarelo), médio (branco), duro (laranja); e já os pneus de sulcos (para pista molhada) o intermediário (verde) e de chuva extrema (azul) seguem com as mesmas definições.
| Nome do composto | Cor | Banda de rolamento  | Condições de condução | Dry Type                           | Wet Type    | Aderência            | Longevidade        |
| ---------------- | --- | ------------------- | --------------------- | ---------------------------------- | ----------- | -------------------- | ------------------ |
| Ultra Macio      |     | Slick (P Zero™)     | Seco                  | Ultrasoft                          | x           | Mais Aderência       | Menos Durável      |
| Super Macio      |     | Slick (P Zero™)     | Seco                  | Supersoft                          | x           | Médio                | Médio              |
| Macio            |     | Slick (P Zero™)     | Seco                  | Soft                               | x           | Médio                | Médio              |
| Médio            |     | Slick (P Zero™)     | Seco                  | Medium                             | x           | Médio                | Médio              |
| Duro             |     | Slick (P Zero™)     | Seco                  | Hard                               | x           | Menos Aderência      | Mais Durável       |
| Intermediário    |     | Sulcos (Cinturato™) | Molhado               | Intermediate (Água não estagnante) | chuva fraca | Super mais aderência | Super mais durável |
| Chuva            |     | Sulcos (Cinturato™) | Molhado               | Wet (Água estagnante)              | chuva forte | Muita aderência      | Muito durável      |

| Compostos    | AUS | BAR | CHN | RUS | ESP | MON | CAN | EUR | AUT | GBR | HUN | ALE | BEL | ITA | SIN | MAL | JAP | EUA | MEX | BRA | ABU |
| ------------ | --- | --- | --- | --- | --- | --- | --- | --- | --- | --- | --- | --- | --- | --- | --- | --- | --- | --- | --- | --- | --- |
| Option       | SS  | SS  | SS  | SS  | S   | US  | US  | SS  | US  | S   | SS  | SS  | SS  | SS  | US  | S   | S   | SS  | SS  | S   | US  |
| Medium       | S   | S   | S   | S   | M   | SS  | SS  | S   | SS  | M   | S   | S   | S   | S   | SS  | M   | M   | S   | S   | M   | SS  |
| Prime        | M   | M   | M   | M   | H   | S   | S   | M   | S   | H   | M   | M   | M   | M   | S   | H   | H   | M   | M   | H   | S   |
| Intermediate | I   | I   | I   | I   | I   | I   | I   | I   | I   | I   | I   | I   | I   | I   | I   | I   | I   | I   | I   | I   | I   |
| Wet          | W   | W   | W   | W   | W   | W   | W   | W   | W   | W   | W   | W   | W   | W   | W   | W   | W   | W   | W   | W   | W   |

Legenda:
| Pneu que foi utilizado para o Grande Prêmio. Pneu que não foi utilizado para o Grande Prêmio. |

### Teste de pneus de chuva
Foram realizados alguns testes no Circuito Paul Ricard nos dias 25 e 26 de Janeiro. Foram testados apenas os pneus de chuva forte, de faixa azul com a participação apenas de três equipes: Ferrari, McLaren e Red Bull, com os carros utilizados em 2015 sem nenhum tipo de peça sendo testadas para os carros de 2016
(Em negrito, a volta mais rápida de cada sessão)
| Sessão | Data          | Local                | Circuito    | Piloto Mais Rápido | Equipe   | Melhor Tempo | Voltas | Ref.   |
| ------ | ------------- | -------------------- | ----------- | ------------------ | -------- | ------------ | ------ | ------ |
| 1      | 25 de Janeiro | Le Castellet, França | Paul Ricard | Daniel Ricciardo   | Red Bull | 1:08.713     | 99     | [ 72 ] |
| 1      | 26 de Janeiro | Le Castellet, França | Paul Ricard | Sebastian Vettel   | Ferrari  | 1:06.750     | 134    | [ 73 ] |

## Resultados e classificação

### Por Grande Prêmio
| Nº | Grande Prêmio                    | Pole Position    | Tempo    | Volta mais rápida | Tempo    | Piloto do dia    | Vencedor         | Equipe   | Descrição |
| -- | -------------------------------- | ---------------- | -------- | ----------------- | -------- | ---------------- | ---------------- | -------- | --------- |
| 1  | Grande Prêmio da Austrália       | Lewis Hamilton   | 1:23.837 | Daniel Ricciardo  | 1:28.997 | Romain Grosjean  | Nico Rosberg     | Mercedes | Descrição |
| 2  | Grande Prêmio do Barém           | Lewis Hamilton   | 1:29.493 | Nico Rosberg      | 1:34.482 | Romain Grosjean  | Nico Rosberg     | Mercedes | Descrição |
| 3  | Grande Prêmio da China           | Nico Rosberg     | 1:35.402 | Nico Hülkenberg   | 1:39.824 | Daniil Kvyat     | Nico Rosberg     | Mercedes | Descrição |
| 4  | Grande Prêmio da Rússia          | Nico Rosberg     | 1:35.417 | Nico Rosberg      | 1:39.094 | Kevin Magnussen  | Nico Rosberg     | Mercedes | Descrição |
| 5  | Grande Prêmio da Espanha         | Lewis Hamilton   | 1:22.000 | Daniil Kvyat      | 1:26.948 | Max Verstappen   | Max Verstappen   | Red Bull | Descrição |
| 6  | Grande Prêmio de Mônaco          | Daniel Ricciardo | 1:13.622 | Lewis Hamilton    | 1:17.939 | Sergio Pérez     | Lewis Hamilton   | Mercedes | Descrição |
| 7  | Grande Prêmio do Canadá          | Lewis Hamilton   | 1:12.812 | Nico Rosberg      | 1:15.599 | Max Verstappen   | Lewis Hamilton   | Mercedes | Descrição |
| 8  | Grande Prêmio da Europa          | Nico Rosberg     | 1:42.758 | Nico Rosberg      | 1:46.485 | Sergio Pérez     | Nico Rosberg     | Mercedes | Descrição |
| 9  | Grande Prêmio da Áustria         | Lewis Hamilton   | 1:07.922 | Lewis Hamilton    | 1:08.411 | Max Verstappen   | Lewis Hamilton   | Mercedes | Descrição |
| 10 | Grande Prêmio da Grã-Bretanha    | Lewis Hamilton   | 1:29.287 | Nico Rosberg      | 1:35.548 | Max Verstappen   | Lewis Hamilton   | Mercedes | Descrição |
| 11 | Grande Prêmio da Hungria         | Nico Rosberg     | 1:19.965 | Kimi Raikkonen    | 1:23.086 | Kimi Raikkonen   | Lewis Hamilton   | Mercedes | Descrição |
| 12 | Grande Prêmio da Alemanha        | Nico Rosberg     | 1:14.363 | Daniel Ricciardo  | 1:18.442 | Daniel Ricciardo | Lewis Hamilton   | Mercedes | Descrição |
| 13 | Grande Prêmio da Bélgica         | Nico Rosberg     | 1:46.744 | Lewis Hamilton    | 1:51.583 | Lewis Hamilton   | Nico Rosberg     | Mercedes | Descrição |
| 14 | Grande Prêmio da Itália          | Lewis Hamilton   | 1:21.135 | Fernando Alonso   | 1:25.340 | Nico Rosberg     | Nico Rosberg     | Mercedes | Descrição |
| 15 | Grande Prêmio de Singapura       | Nico Rosberg     | 1:42.584 | Daniel Ricciardo  | 1:47.187 | Sebastian Vettel | Nico Rosberg     | Mercedes | Descrição |
| 16 | Grande Prêmio da Malásia         | Lewis Hamilton   | 1:32.850 | Nico Rosberg      | 1:36.424 | Max Verstappen   | Daniel Ricciardo | Red Bull | Descrição |
| 17 | Grande Prêmio do Japão           | Nico Rosberg     | 1:30.647 | Sebastian Vettel  | 1:35.118 | Max Verstappen   | Nico Rosberg     | Mercedes | Descrição |
| 18 | Grande Prêmio dos Estados Unidos | Lewis Hamilton   | 1:34.999 | Sebastian Vettel  | 1:39.877 | Max Verstappen   | Lewis Hamilton   | Mercedes | Descrição |
| 19 | Grande Prêmio do México          | Lewis Hamilton   | 1:18.704 | Daniel Ricciardo  | 1:21.134 | Sebastian Vettel | Lewis Hamilton   | Mercedes | Descrição |
| 20 | Grande Prêmio do Brasil          | Lewis Hamilton   | 1:10.736 | Max Verstappen    | 1:25.305 | Max Verstappen   | Lewis Hamilton   | Mercedes | Descrição |
| 21 | Grande Prêmio de Abu Dhabi       | Lewis Hamilton   | 1:38.755 | Sebastian Vettel  | 1:43:729 | Sebastian Vettel | Lewis Hamilton   | Mercedes | Descrição |

### Sistema de pontuação
Os pontos são concedidos até o 10º colocado.
| Posição | 1º | 2º | 3º | 4º | 5º | 6º | 7º | 8º | 9º | 10º |
| Pontos  | 25 | 18 | 15 | 12 | 10 | 8  | 6  | 4  | 2  | 1   |